# Lipotriches hainanensis
Lipotriches hainanensis är en biart som först beskrevs av Wu 1985.  Lipotriches hainanensis ingår i släktet Lipotriches och familjen vägbin. Inga underarter finns listade i Catalogue of Life.